# Gunbatsu
Gunbatsu (軍閥, factions militaires) est un terme japonais ayant deux significations différentes. Il sert premièrement à désigner l'armée japonaise en général lorsqu'elle agit contre le gouvernement civil pour s'emparer du pouvoir durant la période d'avant-guerre et également pour désigner les factions ou groupes politiques au sein de l'armée même. Le terme apparait pour la première fois durant l'ère Taishō (1912-1926).

## Gunbatsuen matière de politique nationale
À la suite de la création de l'Armée impériale japonaise et de la Marine impériale japonaise après la restauration de Meiji, l'armée eut une très forte influence sur le gouvernement. Le nouveau gouvernement de Meiji considérait que le Japon était menacé par l'impérialisme occidental et l'une des premières motivations de la politique du Fukoku kyōhei était de renforcer les fondations économiques et industrielles du Japon pour pouvoir bâtir une puissante armée et défendre le pays face aux puissances étrangères. Presque tous les dirigeants militaires étaient d'anciens samouraïs ou des descendants de samouraïs et partageaient des valeurs et des perspectives communes.
Un facteur important du pouvoir politique de l'armée fut sa liberté complète vis-à-vis du gouvernement civil, comme garanti par la constitution Meiji. En 1878 fut fondé l'État-major de l'armée impériale japonaise sur le modèle de l'État-major de Prusse. Cet organisme était indépendant et égal (et plus tard supérieur) au ministère japonais de la Guerre du point de vue de l'autorité. Un État-major de la marine impériale japonaise fut également fondé. Ces deux organismes étaient responsables de la planification et de l'exécution des opérations militaires et ils ne rendaient de comptes qu'à l'empereur. Comme les chefs des états-majors n'étaient pas des ministres du gouvernement, ils ne rendaient pas de comptes au Premier ministre du Japon et étaient donc complètement indépendants du gouvernement civil.
L'armée et la marine pouvaient aussi décider de la formation (ou de la démission) du gouvernement civil. Comme la loi spécifiait que les postes de ministre de la Guerre et de la Marine ne pouvaient être occupés que par des officiers en service actif, et puisque la loi obligeait le Premier ministre à démissionner s'il ne réussissait pas à former un gouvernement, l'armée et la marine avaient en fait le dernier mot pour la formation du gouvernement et pouvaient renverser le gouvernement n'importe quand en retirant leur ministre et en refusant de nommer un successeur. Dans les faits, cette tactique ne fut utilisée qu'une seule fois (ironiquement pour empêcher le général Kazushige Ugaki de devenir Premier ministre en 1937) mais la menace fut toujours brandie lorsque l'armée faisait une demande au gouvernement civil.
De 1885 à 1945, 15 des 30 premiers ministres et 115 des 404 ministres furent des militaires. L'armée avait aussi un pouvoir politique via l'association des réservistes et d'autres organisations politiques, dont des partis politiques nationalistes et des sociétés secrètes.

## Gunbatsuen matière de conflits au sein de l'armée
Dès le moment de sa création, l'armée japonaise fut déchirée par des luttes internes.

### Hambatsu
L'une de luttes internes les plus sérieuses fut la rivalité interservices résultant d'anciens sentiments féodaux. L'armée était dominée par des membres de l'ancien domaine de Chōshū et la marine par ceux de l'ancien domaine de Satsuma. Cela posait deux questions importantes : Chōshū et Satsuma étaient historiquement ennemies et leur rivalité traditionnelle se refléta par un manque de coopération. La classe des officiers supérieurs était ainsi constituée d'hommes qui n'hésitaient pas à user de népotisme et de favoritisme, empêchant les jeunes officiers d'autres partis du Japon d'être promus ou même d'être entendus. Cela créa un très grand ressentiment qui mena à la création d'une société secrète (la société de la Double Feuille) dont le but avoué était de briser la mainmise de Chōshū sur l'armée. La situation fut déverrouillée durant l'ère Taishō (1912-1926) avec la création de l'École militaire impériale du Japon et de l'Académie de l'armée impériale japonaise permettant aux promotions d'être accordées sur diplôme.

### Traité naval de Washington
La Marine impériale japonaise était légèrement plus ouverte que l'armée en matière de promotion des cadres compétents. La question politique importante au sein de la marine tournait cependant autour du traité naval de Washington de 1923 qui provoqua une division entre la faction du traité et la faction de la flotte.

### Division politique
Tout comme l'armée dut surmonter la question du féodalisme antérieur, des tensions apparurent entre groupes rivaux qui prétendaient chacun représenter la « vraie volonté » de l'empereur. Ces groupes étaient divisés entra la faction de la voie impériale qui prônait une frappe préventive contre l'Union soviétique et la faction du contrôle qui cherchait à imposer une plus grande discipline à l'armée et voyait dans une guerre contre la Chine une impérative stratégique. La croyance était cependant commune pour les deux groupes que la défense du pays devait être renforcée par une réforme de la politique nationale. Les deux parties adoptèrent des idées du totalitarisme, du fascisme et du socialisme d'État, et firent montre d'un fort scepticisme envers le système des partis politiques et la démocratie représentative. Cependant, à la différence de l'approche de la faction de la voie impériale, qui voulait provoquer une révolution, la faction du contrôle prévoyait qu'une guerre future serait une guerre totale et nécessiterait la coopération de la bureaucratie et des zaibatsu pour maximiser les capacités industrielles et militaires du Japon. Bien que la faction du contrôle domina après l'incident du 26 février de 1936, des éléments des deux factions continuèrent à dominer la politique japonaise jusqu'à la défaite de 1945.

## Source de la traduction
- (en) Cet article est partiellement ou en totalité issu de l’article de Wikipédia en anglais intitulé « Gunbatsu » (voir la liste des auteurs).